# Siren (Wisconsin)
Siren è un villaggio degli Stati Uniti d'America, situato in Wisconsin, nella contea di Burnett.